# Boeing B-54
El Boeing B-54 fue un bombardero estratégico estadounidense diseñado por Boeing para ser usado por la Fuerza Aérea de los Estados Unidos. Derivado del YB-50C Superfortress, la construcción del prototipo fue cancelada antes de su terminación, y el avión nunca voló.

## Diseño y desarrollo
Comenzado en 1947, el B-54 era la planeada versión de producción del prototipo del YB-50C. Los motores estándares Pratt & Whitney R-4360 del bombardero B-50 normal fueron reemplazados por los motores de Turbina de Descarga Variable (VDT) R-4360-51, el fuselaje fue alargado más de 3 m y la envergadura fue extendida 6,1 m, lo que requirió la instalación de un tren de aterrizaje de balancines en las góndolas de los motores números uno y cuatro. Se requirieron grandes depósitos de combustible bajo la sección externa alar para llevar los 11 000 l adicionales de combustible necesarios para alcanzar los 15 000 km de alcance previsto; el armamento defensivo especificado constaba de 14 ametralladoras de calibre 12,7 mm.
El 29 de mayo de 1948, la Fuerza Aérea firmó contratos por 21 bombarderos B-54A y 52 aviones de reconocimiento RB-54A. Sin embargo, el 18 de abril de 1949, el proyecto del B-54 fue cancelado debido al desarrollo de aviones a reacción de mejores prestaciones; la construcción del prototipo B-54A había comenzado en Seattle pero nunca fue completada. La cancelación fue muy criticada por la prensa de Seattle, que reclamaba que había sido una decisión política en vez de militar.

## Variantes
B-54A
Versión de producción del YB-50C.
RB-54A
Versión de reconocimiento.

## Especificaciones
Referencia datos: USAF

### Características generales
- Tripulación: Diez
- Longitud: 33,8 m (111 ft)
- Envergadura: 49,1 m (161 ft)
- Altura: 10 m (32,7 ft)
- Peso cargado: 104 326,3 kg (229 935,2 lb)
- Planta motriz: 4× motor radial con Turbinas de Descarga Variable Pratt & Whitney R-4360-51.
  - Potencia: 3356 kW (4626 HP; 4563 CV) cada uno.

### Rendimiento
- Velocidad máxima operativa (Vno): 692 km/h (430 MPH; 374 kt)
- Velocidad crucero (Vc): 490,9 km/h (305 MPH; 265 kt)
- Alcance: 14 484 km (7821 nmi; 9000 mi)
- Techo de vuelo: 12 192 m (40 000 ft)

### Armamento
- Ametralladoras: 

  - 14 Browning M2 de 12,7 mm en torretas
- Bombas: 16 329,34 kg

## Aeronaves relacionadas

### Desarrollos relacionados
- Boeing B-29 Superfortress
- Boeing XB-39 Superfortress
- Boeing B-50 Superfortress

### Aeronaves similares
- Convair B-36
- Tupolev Tu-85

### Secuencias de designación
- Secuencia B-_ (Bombarderos del USAAC/USAAF/USAF, 1926-1962): ← B-51 - B-52 - B-53 - B-54 - B-55 - B-56 - B-57 →